# アムピッソス
アムピッソス（古希: Ἄμφισσος, Amphissos）は、ギリシア神話の人物である。オイテー王ドリュオプスの娘あるいはオイカーリアー王エウリュトスの娘ドリュオペーと、オクシュロスの子アンドライモーンの子。ただし本当の父親はアポローン神と言われる。

## 神話
コロポーンのニーカンドロスの『変身物語』に基づくアントーニーヌス・リーベラーリスによると、母ドリュオペーはハマドリュアスたち（樹木のニュンペー）から大変に愛され、彼女たちから神々への讃歌や舞踏を教わっていた。あるときドリュオペーは踊る姿をアポローンに見初められ、アポローンと交わってアムピッソスを身ごもった。その後、ドリュオペーはアンドライモーンと結婚し、アムピッソスを生んだ。
アムピッソスは成長すると膂力に優れた人物となり、オイテー山の近隣に自分の名前にちなんだ都市を創建し、周辺住民を統治した。またアポローンの神殿を建設した。ハマドリュアスたちが母ドリュオペーを攫った代わりに黒ポプラを生えさせ、そのそばに泉を湧き出させ、さらにドリュオペーをニュムペーに変えると、アムピッソスは感謝してハマドリュアスたちのために神殿を建設し、競技祭を創設した。
オウィディウスの物語によると、母ドリュオペーは生まれて間もないアムピッソスを片手で抱きながら、子供が喜ぶと思って湖の蓮の花を手折った。しかしそれはローティスというニュムペーが変身したものであったため、アムピッソスを抱いたまま樹に変じたという。